# Украинская баскетбольная высшая лига 1994/1995
4-й чемпионат Украины по баскетболу прошёл с октября 1993-го по май 1994-го года. Чемпионом Украины четвёртый раз в своей истории стал киевский Будивельник, обыгравший в финальной серии Киев-Баскет. На первом этапе чемпионата Высшей лиги приняло участие 12 команд, на втором этапе — 8 команд.

## Формат чемпионата
Перед сезоном 1994/95 Федерация баскетбола Украины делегировала право на проведение чемпионата Украины Украинской баскетбольной ассоциации — организации, созданной рядом клубом по инициативе президента БК Киев-Баскет Михаила Бродского. Михаил Бродский стал президентом УБА.
Также были изменены правила игры. УБА приняла решение делить матчи не на половины, как было ранее, а на четверти. Каждая четверть длилась 12 минут, максимальное количество фолов для одного игрока составило не пять, а шесть фолов.
Чемпионат Высшей лиги проходил в три этапа. На первом этапе 12 команд провели два круга, после которых восьмерка лучших команд продолжала участвовать в чемпионате, а четверка худших вместе с четверкой лучших команд Первой лиги играла «Переходной турнир» за право играть в Высшей лиге в сезоне 1995/96.
Второй этап Высшей лиги состоял из четырёх кругов. Таким образом, в регулярном чемпионате восемь команд должно было провести 50 матчей. В связи с тем, что посреди сезона прекратил своё существование и был удален из турнирной таблицы БК Харьков, количество официальных игр сократилось до 48-и.
Третий этап — плей-офф — состоял из полуфинальных и финальных матчей (серии до трех побед). Также были серии за 3-7 места в чемпионате.
По окончании сезона Федерация баскетбола Украины вернула себе полномочия о проведении чемпионата Высшей лиги.

## Ключевые переходы
| Игрок                | Откуда               | Куда               | Примечание |
| -------------------- | -------------------- | ------------------ | ---------- |
| Владислав Пустогаров | Спартак              | Шахтер-АСКО        | Тренер     |
| Александр Лохманчук  | ТИИТ                 | Будивельник        |            |
| Геннадий Успенский   | Эстудиантес (Мадрид) | Будивельник        |            |
| Евгений Мурзин       | Маккаби (Реховот)    | Киев-Баскет        |            |
| Сергей Половко       | Будивельник          | Киев-Баскет        |            |
| Игорь Ватажок        | ЦСК ВСУ              | Киев-Баскет        |            |
| Олег Рубан           | ЦСК ВСУ              | Киев-Баскет        |            |
| Александр Кравченко  | Спартак              | Шахтер-АСКО        |            |
| Дмитрий Базелевский  | Спартак              | ЦСК Меркурий       |            |
| Дмитрий Брянцев      | Киев-Баскет          | ЦСК Меркурий       |            |
| Алексей Янгичер      | Азовмаш              | Шахтер-АСКО        |            |
| Виталий Усенко       | Азовмаш              | БИПА-Мода          |            |
| Сергей Завалин       | Астория (Быдгощ)     | Шахтер-АСКО        |            |
| Олег Юшкин           | Сож (Гомель)         | БИПА-Мода          |            |
| Геннадий Кузнецов    | Сож (Гомель)         | БИПА-Мода          |            |
| Пит Бауэр            | ?                    | Шахтер-АСКО        |            |
| Дэнни Маклэйн        | ?                    | Шахтер-АСКО        |            |
| Димитри Бикмэн       | ?                    | Шахтер-АСКО        |            |
| Кейси Кроуфорд       | Якима Сан Кингс      | БИПА-Мода (Одесса) |            |
| Керри Купер          | ?                    | БИПА-Мода (Одесса) |            |

## Составы команд

### Будивельник-Днипроинком (Киев)
Денис Журавлев, Александр Лохманчук, Игорь Молчанов, Александр Окунский, Геннадий Успенский, Дмитрий Приходько, Геннадий Перегуд, Леонид Яйло, Игорь Харченко,Виталий Потапенко, Олег Чернов, Андрей Костко, Владимир Холопов, Алексей Полторацкий, Михаил Алпатов, Максим Быков.
Тренеры: Зураб Хромаев, Виктор Гуревич, Валерий Алпатов, Александр Шальнев.

### Киев-Баскет (Киев)
Андрей Подковыров, Евгений Мурзин, Виктор Савченко, Андрей Харчинский, Виктор Грищенко, Сергей Половко, Олег Рубан, Игорь Ватажок, Владимир Рыжов, Владимир Рыжик, Владимир Шевченко, Игорь Яценко, Налисс Харт.
Тренеры: Андрей Подковыров, Борис Вдовиченко.

### Шахтер-АСКО
Андрей Ботичев, Александр Кравченко, Петр Подтыкан, Дэни Макклэйн, Пит Бауэр, Дмитрий Бикмэн, Алексей Янгичер, Олег Черносытов, Сергей Антоненко, Дмитрий Снежко, Сергей Ивчатов, Сергей Завалин, Константин Завалин, Сергей Ивахненко, Игорь Кочура, Константин Галенкин.
Тренеры: начинал сезон Виталий Лебединцев.
Владислав Пустогаров, Вадим Соколовский.

### БИПА-Мода (Одесса)
Вадим Пудзырей, Александр Чаусов, Андрей Другаченок, Геннадий Кузнецов, Олег Юшкин, Виталий Усенко, Олег Михайлов, Георгий Резцов, Сергей Пинчук, Александр Пономарев, Олег Безносов, Андрей Быков, Андрей Гергель, Кесси Кроуфорд, Керри Купер.
Тренеры: Родовинский Владимир Михайлович, Валентин Воронин (позже — Штефан Кох).

### БК "Корабел"(Николаев)
Алексей Бесков,Владимир Полях, Владлен Пинчук, Олег Ткач, Константин Фурман, Максим Качко, Андрей Герасимов, Григорий Хижняк, Роман Смешной, Леонид Срибный, Андрей Шарков, Владислав Шлеев.
Тренеры: Геннадий Защук,Валентин Берестнєв Леонид Шиманский.

### ЦСК Меркурий (Киев)
Дмитрий Базелевский, Дмитрий Брянцев, Богдан Вареник, Сергей Пржеорский, Виталий Черний, Юрий Шаповалов, Роман Вареник, Игорь Бережной, Александр Загорович, Андрей Борисович, Александр Кислицин, Евгений Кузьменко, Александр Низкошапка, Юрий Пушкарев, Анатолий Себта, Вячеслав Храмов, Сергей Цицора.
Тренеры: Анатолий Николаев, Геннадий Чечуро, Александр Коваленко.

## Регулярный чемпионат Высшей лиги

### Первый этап
В течение первого этапа Высшей лиги соревнования покинула команды БК Харьков (в сезонах 1993-94 назвалась «ТИИТ»). Таким образом, количество команд-участников сократилось до одиннадцати.
Во второй этап прошли:
- Будивельник-Днипроинком (Киев)
- Киев-Баскет (Киев)
- Шахтер-АСКО
- БИПА-Мода (Одесса)
- БК "Корабел"(Николаев)
- ЦСК Меркурий (Киев)
- Азовмаш (Мариуполь)
- Нефтехим-Александрия (Белая Церковь)

Вылетели в переходной турнир:
- Днепр (Днепропетровск)
- Спартак (Луганск)
- Металлург (Никополь)

### Второй этап
| № | Команда                              | В  | П  |
| - | ------------------------------------ | -- | -- |
| 1 | Будивельник-Днипроинком (Киев)       | 44 | 4  |
| 2 | Киев-Баскет (Киев)                   | 38 | 10 |
| 3 | Шахтер-АСКО (Донецк)                 | 38 | 10 |
| 4 | БИПА-Мода (Одесса)                   | 29 | 19 |
| 5 | БК "Корабел"(Николаев)               | 24 | 24 |
| 6 | ЦСК Меркурий (Киев)                  | 20 | 28 |
| 7 | Азовмаш (Мариуполь)                  | 11 | 37 |
| 8 | Нефтехим-Александрия (Белая Церковь) | 16 | 28 |

- Будивельник-Днипроинком (Киев), Киев-Баскет (Киев), Шахтер-АСКО (Донецк) и БИПА-Мода (Одесса) вышли в полуфинал Высшей лиги.

## Лидеры Высшей лиги

### Очки в среднем за игру
1. Евгений Мурзин (Киев-Баскет) — 24,3
2. Игорь Молчанов (Будивельник) — 19,2
3. Юрий Пушкарев (ЦСК Меркурий) — 18,9
4. Андрей Герасимов (БК "Корабел") — 18,4
5. Олег Ткач (БК "Корабел") — 17,5
6. Вадим Щербаков (Азовмаш) — 16,9
7. Сергей Якименко (Азовмаш) — 16,2
8. Сергей Швыдкий (Нефтехим-Александрия) — 16,1
9. Вадим Пудзырей (БИПА-Мода) — 15,6
10. Константин Тарасенко (Нефтехим-Александрия) — 15,6

### Подборы в среднем за игру
1. Григорий Хижняк (БК "Корабел") — 9,4
2. Александр Окунский (Будивельник) — 7,4
3. Виктор Савченко (Киев-Баскет) — 7,3
4. Андрей Ботичев (Шахтер-АСКО) — 7,2
5. Игорь Молчанов (Будивельник) — 7,1
6. Юрий Пушкарев (ЦСК Меркурий) — 6,8
7. Константин Тарасенко (Нефтехим-Александрия) — 6,6
8. Георгий Резцов (БИПА-Мода) — 6,4
9. Олег Михайлов (БИПА-Мода) — 6,1
10. Сергей Половко (Киев-Баскет) — 5,8

### Передачи в среднем за игру
1. Валерий Яйчун (Нефтехим-Александрия) — 4,9
2. Дмитрий Базелевский (ЦСК Меркурий) — 4,8
3. Олег Ткач (БК "Корабел") — 4,0
4. Димитри Бикмэн (Шахтер-АСКО) — 3,9
5. Владимир Рыжик (ЦСК Меркурий) — 3,6
6. Вадим Щербаков (Азовмаш) — 3,3
7. Андрей Рязанов (Нефтехим-Александрия) — 3,3
8. Сергей Швыдкий (Нефтехим-Александрия) — 3,2
9. Сергей Завалин (Шахтер-АСКО) — 3,2
10. Андрей Подковыров (Киев-Баскет) — 2,9

### Перехваты в среднем за игру
1. Олег Ткач (БК "Корабел") — 2,7
2. Дмитрий Базелевский (ЦСК Меркурий) — 2,3
3. Игорь Молчанов (Будивельник) — 2,0
4. Игорь Харченко (Будивельник) — 1,9
5. Андрей Рязанов (Нефтехим-Александрия) — 1,8
6. Сергей Якименко (Азовмаш) — 1,8
7. Дмитрий Приходько (Будивельник) — 1,7
8. Виктор Савченко (Киев-Баскет) — 1,6
9. Сергей Храпов (Азовмаш) — 1,6
10. Сергей Завалин (Шахтер-АСКО) — 1,5

### Блок-шоты в среднем за игру
1. Григорий Хижняк (БК "Корабел") — 2,3
2. Виктор Савченко (Киев-Баскет) — 1,7
3. Георгий Резцов (БИПА-Мода) — 1,6
4. Юрий Пушкарев (ЦСК Меркурий) — 1,4
5. Александр Лохманчук (Будивельник) — 1,0
6. Александр Окунский (Будивельник) — 1,0
7. Вячеслав Асеев (Азовмаш) — 0,9
8. Игорь Молчанов (Будивельник) — 0,7
9. Константин Тарасенко (Нефтехим-Александрия) — 0,5
10. Сергей Храпов (Азовмаш) — 0,5

### МVP
Евгений Мурзин (Киев-Баскет)

## Переходной турнир
| № | Команда                          | В  | П  |
| - | -------------------------------- | -- | -- |
| 1 | Днепр (Днепропетровск)           | 20 | 4  |
| 2 | Спартак (Луганск)                | 16 | 8  |
| 3 | Ферро (Запорожье)                | 14 | 10 |
| 4 | БК Львовская Политехника (Львов) | 14 | 10 |
| 5 | Металлург (Никополь)             | 7  | 17 |
| 6 | Академия-КГРИ (Кривой Рог)       | 7  | 17 |
| 7 | Кировец (Харьков)                | 6  | 18 |

- Днепр (Днепропетровск) и Спартак (Луганск) сохранили своё место в Высшей лиге
- Ферро (Запорожье) и БК Львовская Политехника (Львов) вышли в Высшую лигу
- Металлург (Никополь) вылетел в Первую лигу

## Плей-офф Высшей лиги
Будивельник — БИПА-Мода
| Команда 1                      | Счет   | Команда 2                      |
| ------------------------------ | ------ | ------------------------------ |
| Будивельник-Днипроинком (Киев) | 116:89 | БИПА-Мода (Одесса)             |
| Будивельник-Днипроинком (Киев) | 132:84 | БИПА-Мода (Одесса)             |
| БИПА-Мода (Одесса)             | 97:109 | Будивельник-Днипроинком (Киев) |

Киев-Баскет — Шахтер-АСКО
| Команда 1            | Счет   | Команда 2            |
| -------------------- | ------ | -------------------- |
| Киев-Баскет (Киев)   | 116:89 | Шахтер-АСКО (Донецк) |
| Киев-Баскет (Киев)   | 132:84 | Шахтер-АСКО (Донецк) |
| Шахтер-АСКО (Донецк) | 97:109 | Киев-Баскет (Киев)   |

- В серии за 3-е место Шахтер-АСКО выиграл у БИПА-Моды со счетом 3-2. В серии ни одна из команд не смогла победить в гостевом матче.

## Финал Высшей лиги
|                                                                                         |      | Будивельник-Днипроинком (Киев)                                      | 130:116 | Киев-Баскет (Киев) | Киев, СК КПИ |
| 41:34, 31:23, 31:31, 27:28                                                              |      |                                                                     |         |                    | Киев, СК КПИ |
| Игорь Молчанов (27), Александр Окунский (25), Геннадий Успенский (21), Леонид Яйло (17) | Очки | Андрей Подковыров (36), Евгений Мурзин (27), Андрей Харчинский (22) |         |                    | Киев, СК КПИ |

|                                                                                        |      | Будивельник-Днипроинком (Киев)                                    | 135:95 | Киев-Баскет (Киев) | Киев, СК КПИ |
| 29:15, 36:30, 32:27, 38:23                                                             |      |                                                                   |        |                    | Киев, СК КПИ |
| Дмитрий Приходько (33), Александр Окунский (22), Игорь Харченко (17), Леонид Яйло (17) | Очки | Евгений Мурзин (25), Андрей Подковыров (15), Виктор Грищенко (13) |        |                    | Киев, СК КПИ |

|                                                              |      | Киев-Баскет (Киев)                                                      | 110:111 | Будивельник-Днипроинком (Киев) | Киев, СК Меридиан |
| 28:20, 20:36, 33:28, 29:27                                   |      |                                                                         |         |                                | Киев, СК Меридиан |
| Евгений Мурзин (41), Олег Рубан (15), Андрей Подковыров (14) | Очки | Александр Лохманчук (28), Александр Окунский (21), Игорь Молчанов (21). |         |                                | Киев, СК Меридиан |

Решающей в серии оказалась третья игра, где Киев-Баскет в СК Меридиан принимал Будивельник. За 77 секунд до окончания матча хозяева вели в счете 107:100, но при этом их игроки Виктор Савченко, Виктор Грищенко, Александр Половко, Олег Рубан и Андрей Подковыров не могли помочь команде, так как набрали по шесть фолов. Антигероем последних секунд встречи стал защитник Киев-Баскета Игорь Яценко, который из шести штрафных бросков реализовал лишь один. Победный бросок, который принес Будивельнику чемпионство, совершил Леонид Яйло.

## Итоговое положение команд в Высшей лиге
1. Будивельник-Днипроинком (Киев)
2. Киев-Баскет (Киев)
3. Шахтер-АСКО (Донецк)
4. БИПА-Мода (Одесса)
5. БК "Корабел"(Николаев)
6. ЦСК Меркурий (Киев)
7. Нефтехим-Александрия (Белая Церковь)
8. Азовмаш (Мариуполь)
- Будивельник (Киев) стал четырёхкратным чемпионом Украины
- Киев-Баскет стал двукратным вице-чемпионом Украины

## Первая лига
| № | Команда                       | В  | П  |
| - | ----------------------------- | -- | -- |
| 1 | Динамо-Днепр (Днепропетровск) | 37 | 13 |
| 2 | Нефтехим (Кременчуг)          | 30 | 20 |
| 3 | Училище физкультуры (Харьков) | 28 | 22 |
| 4 | НАУ-КПИ (Киев)                | 25 | 25 |
| 5 | БК Пульсар (Ровно)            | 24 | 26 |
| 6 | Универбаскет (Харьков)        | 17 | 33 |
| 7 | Алмаз (Винница)               | 12 | 38 |
| 8 | Баскод (Одесса)               | 3  | 47 |

- Баскод (Одесса) вылетел во вторую лигу

### Игроки
- В составе команды «Училище физкультуры» (Харьков) одним из лидеров был Виктор Кондратовец, который впоследствии станет основным игроком БК Кривбассбаскет и чемпионом УБЛ 2009-го года.

## Вторая лига
| №  | Команда                         | В  | П  |
| -- | ------------------------------- | -- | -- |
| 1  | Континенталь-Д (Днепропетровск) | 25 | 3  |
| 2  | Сталь (Алчевск)                 | 21 | 7  |
| 3  | Астория (Дружковка)             | 21 | 7  |
| 4  | Ферро-2 (Запорожье)             | 19 | 9  |
| 5  | СК Николаев-2 (Николаев)        | 19 | 9  |
| 6  | СДСМП (Киев)                    | 18 | 10 |
| 7  | Грифоны (Симферополь)           | 15 | 13 |
| 8  | Кременец (Изюм)                 | 14 | 14 |
| 9  | БСКД-2                          | 13 | 15 |
| 10 | ДЮСШ-1 (Белая Церковь)          | 12 | 16 |
| 11 | СК КРаЗНАФТ (Кременчуг)         | 10 | 18 |
| 12 | Одесские Пираты                 | 9  | 19 |
| 13 | Кальмиус (Донецк)               | 9  | 19 |
| 14 | Интер (Днепропетровск)          | 3  | 25 |
| 15 | Училище физкультуры (Киев)      | 2  | 26 |

- В первую лигу вышли Континенталь-Д (Днепропетровск) и Сталь (Алчевск)